# Гарюшки (Пермский район)
Гарюшки — деревня в Пермском районе Пермского края. Входит в состав Двуреченского сельского поселения.

## Географическое положение
Расположена на левом берегу реки Сылва примерно в 39 км к юго-востоку от административного центра поселения, села Ферма, и в 49 км к юго-востоку от центра города Перми.

## Население
| 2010 |
| ---- |
| 11   |

## Улицы[2]
- Академика Каплуна ул.
- Берёзовый пер.
- Дачная ул.
- Заречная ул.
- Луговая ул.
- Набережная ул.
- Новая ул.
- Полевая ул.
- Рябиновая ул.
- Солнечная ул.
- Цветочная ул.

## Топографические карты
- Лист карты O-40-78 Серга. Масштаб: 1 : 100 000. Состояние местности на 1983 год. Издание 1984 г.